# Космос-1514
Космос-1514, познат и под именима Бион-6 и Биокосмос-6, је један од преко 2400 совјетских вјештачких сателита лансираних у оквиру програма Космос.
Сателит је био намијењен за биолошка истраживања. Два резус мајмуна су била у сателиту и у њих је био уграђен систем сензора за осматрање протока крви кроз каротидну артерију. Уз то 18 трудних бијелих штакора је кориштено за студије ефеката микрогравитације и радијације. Штакори су послије мисије донијели на свијет нормалне младунце. Мисија је трајала 5 дана.